# Катерина Велика (яйце Фаберже)
Імператорське великоднє яйце «Катерина Велика» (відоме також як «Гризайль») — ювелірний виріб фірми Карла Фаберже, виготовлений на замовлення російського імператора Миколи II у 1914 році. Було подароване імператором матері Марії Федорівні на Великдень 1914 року.

## Сюрприз
Сюрприз загублений. Згідно з листом Марії Федорівни своїй сестрі, королеві Британії Олександрі, це були носилки, які несли двоє слуг, з імператрицею Катериною, яка сиділа всередині.